# João de Triora
São João de Triora (em italiano, Giovanni da Molini Triora), nascido Francesco Maria Lantrua (Molini di Triora, 15 de março de 1760 — Changsha, 7 de fevereiro de 1816), foi um presbítero franciscano e missionário católico italiano, martirizado na China e venerado como santo pela Igreja Católica.

## Biografia
Francesco nasceu em março de 1760, em Molini di Triora, na região italiana de Ligúria, filho de Antonio Maria Lantrua e Maria Pasqua Ferraironi. Frequentou as escolas barnabitas de Porto Maurizio, sentindo ali seu primeiro chamado à vocação religiosa. Com dificuldade obteve permissão de seus pais para ir a Roma, onde foi acolhido pelo então provincial dos franciscanos. Em 9 de março de 1777 recebeu a imposição do hábito e iniciou o ano de provação com o nome de Frei Giovanni (em português: Frei João). Recebeu o sacramento da ordem em 1784, tornando-se padre. Tornou-se professor de teologia em Tivoli e Tarquinia. Mais tarde, ele recebeu a responsabilidade de Guardião dos conventos de Tarquinia, Velletri e Montecelio.
Em 1799 deixou Roma sendo enviado em missão para a China. Após 8 meses de viagem chegou a Macau. Passou por um período de formação em que se apropriou da cultura chinesa, incluindo vestimentas e a língua chinesa. Iniciou o seu trabalho de evangelização na província de Hunan. A missão transcorre em relativa tranquilidade até 1815, quando é denunciado ao mandarim por sua atividade ser considerada subversiva. Em 26 de julho de 1815, após ter celebrado sua última missa, foi preso com outros fiéis chineses, torturado e mantido na prisão.
Em 7 de fevereiro de 1816 foi conduzido à forca, em Changsha. Antes de ser executado, fez o sinal da cruz e curvou-se profundamente cinco vezes, à maneira dos católicos chineses. Ele foi amarrado em uma cruz e morto enforcado por estrangulamento.
O corpo foi transportado e sepultado na Catedral de São Paulo, em Macau, e posteriormente em Roma, na Basílica de Santa Maria in Ara Coeli, onde ainda se encontra.
Em 27 de maio do Ano Santo de 1900, foi declarado Beato pelo Papa Leão XIII. Em 1º de outubro do Ano Santo do Grande Jubileu de 2000, foi canonizado pelo Papa João Paulo II com os outros 119 mártires chineses.